# George Leo Thomas

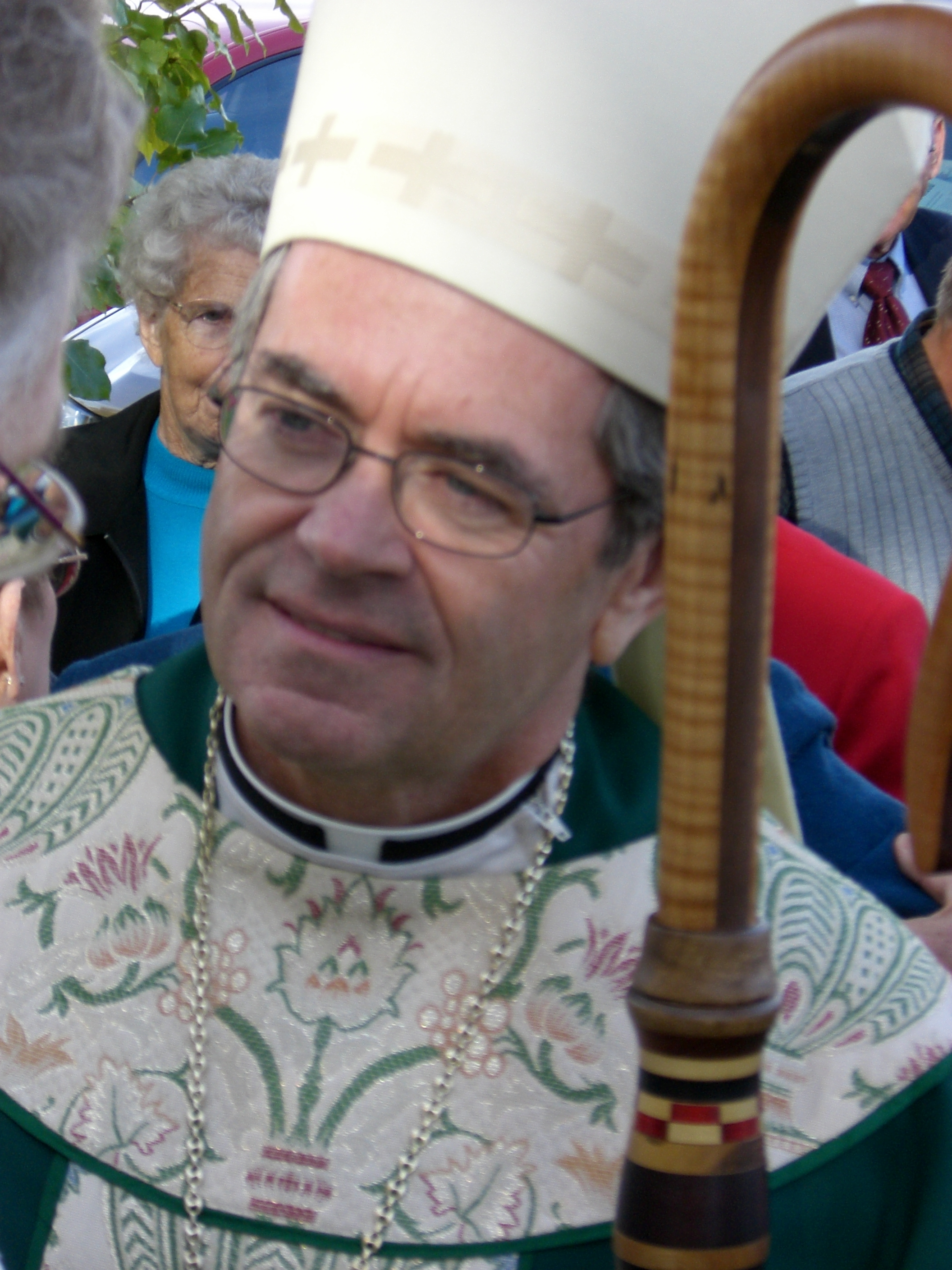
Bischof George Leo Thomas

George Leo Thomas (* 19. Mai 1950 in Anaconda, Montana, USA) ist ein US-amerikanischer Geistlicher und römisch-katholischer Erzbischof von Las Vegas.

## Leben
George Leo Thomas empfing am 22. Mai 1976 durch den Erzbischof von Seattle, Raymond Gerhardt Hunthausen, das Sakrament der Priesterweihe.
Am 19. November 1999 ernannte ihn Papst Johannes Paul II. zum Titularbischof von Vagrauta und bestellte ihn zum Weihbischof in Seattle. Der Erzbischof von Seattle, Alexander Joseph Brunett, spendete ihm am 28. Januar 2000 die Bischofsweihe; Mitkonsekratoren waren der Bischof von Spokane, William Stephen Skylstad, und der Bischof von Yakima, Carlos Arthur Sevilla SJ. Am 23. März 2004 ernannte ihn Johannes Paul II. zum Bischof von Helena. Die Amtseinführung erfolgte am 4. Juni desselben Jahres.
Papst Franziskus ernannte ihn am 28. Februar 2018 zum Bischof von Las Vegas. Die Amtseinführung fand am 15. Mai desselben Jahres statt.
Am 30. Mai 2023 errichtete Papst Franziskus die Kirchenprovinz Las Vegas und erhob das Bistum in den Rang eines Erzbistums und Metropolitansitzes. George Leo Thomas wurde gleichzeitig zum ersten Erzbischof ernannt.
George Thomas ist Großoffizier des Ritterordens vom Heiligen Grab zu Jerusalem und Mitglied der US-amerikanischen Statthalterei Western Lieutenancy.

Wappen von George Leo Thomas als Erzbischof von Las Vegas